# Pongpeera Prajongsai
Pongpeera Prajongsai (thailändisch พงษ์พีระ ประจงไสย, * 20. Mai 1988) ist ein thailändischer Fußballspieler.

## Karriere
Pongpeera Prajongsai spielte bis Ende 2016 beim Navy FC in Sattahip in der Provinz Chonburi. Wo er vorher gespielt hat, ist unbekannt. Für die Navy, die in der ersten Liga, der Thai Premier League, spielte, absolvierte er 13 Erstligaspiele. 2017 wechselte er für ein Jahr zum Trat FC. Mit dem Verein aus Trat spielte er in der zweiten Liga, der Thai League 2. 2018 kehrte er nach Sattahip zurück, wo er sich dem Viertligisten Royal Thai Fleet FC anschloss.